# Acid Queen
Pistes de Tommy
Cousin Kevin Underture
Acid Queen est une chanson du groupe britannique The Who, présente sur l'opéra-rock Tommy (1969).

## Commentaires et description
Dans cette chanson, Tommy, sourd, muet et aveugle, est confié à une sorte de gitane ("gypsy"), qui a pour but de lui révéler tout son potentiel. Pour ce faire, elle lui donne semble-t-il du LSD, comme son surnom l'indique ("Acid Queen", la « Reine de l'Acide »).

La piste suivante de l'album, Underture, représente les sensations de Tommy après avoir ingurgité les drogues. Pour Pete Townshend, l'auteur, 
« C'est la première chanson un peu 'anti-drogue' que j'ai écrite. Elle dépeint le dealer comme une prostitutée, mais qui vend des âmes plus que des corps. »
La chanson présente plusieurs caractéristiques du style des Who. On peut citer la grille d'accords peu commune; le jeu lead de batterie opéré par Keith Moon. Contrairement à de nombreux titres de l'album, la chanson paraît presque entièrement électrique. Pete Townshend chante la totalité des paroles.
Cette chanson est interprétée dans le film adapté de l'album, par Tina Turner.

## Controverse
Spiro Agnew, le vice-président des États-Unis de l'époque, dénonçant les méfaits du rock sur la jeunesse américaine (et sur la consommation de drogue) cita cette chanson comme exemple, attirant la rage de Pete Townshend, outré de voir une de ses créations ainsi instrumentalisée.